# Pont Vell de Mostar

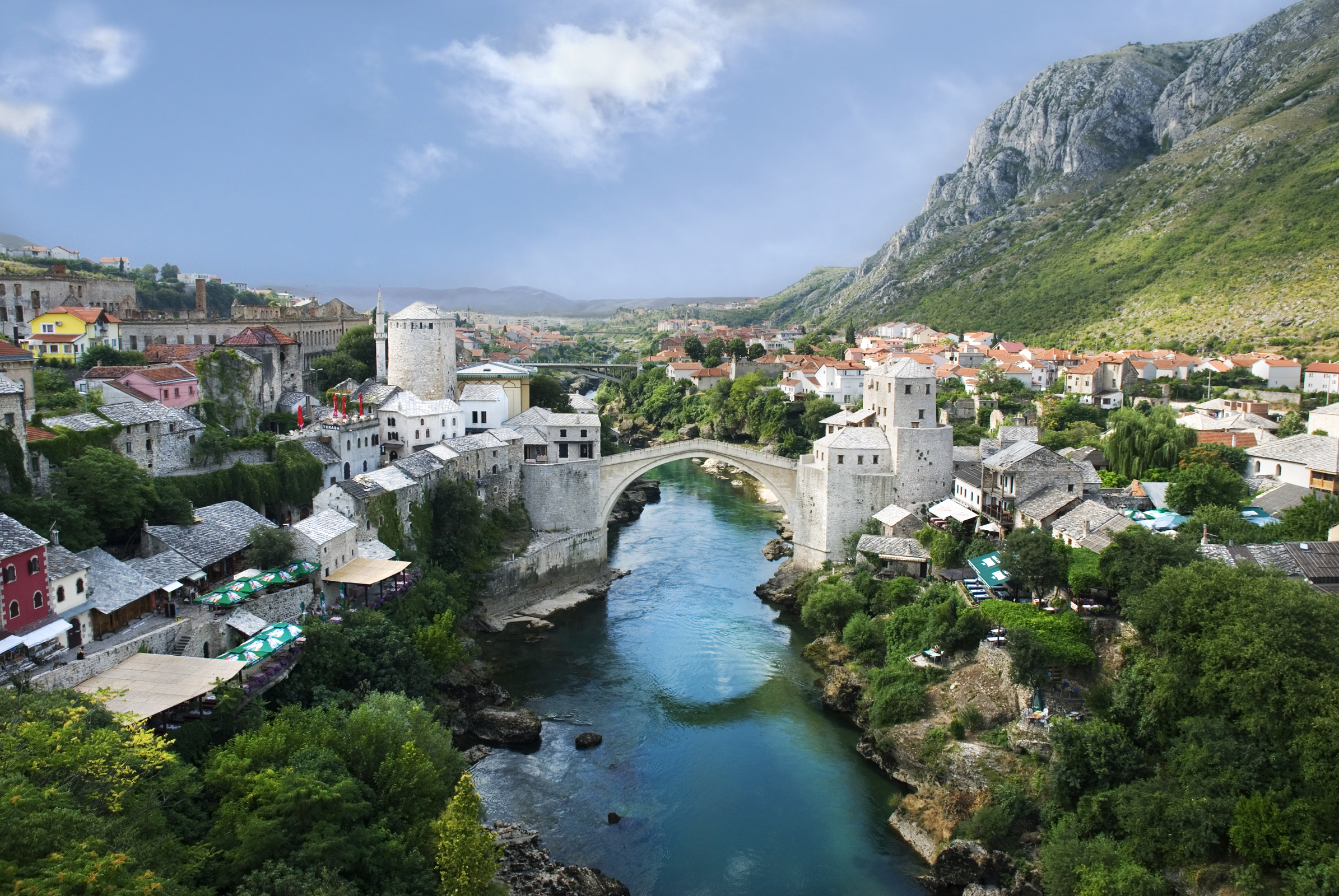
El pont Vell de Mostar travessat pel riu Neretva

El Pont Vell de Mostar (Stari Most: literalment 'Pont Vell'; en serbi: Стари мост), també conegut com a pont de Mostar (en turc: Mostar Koprusu), és un dels monuments històrics més famosos de l'antiga Iugoslàvia. És un pont otomà del segle xvi reconstruït a la ciutat de Mostar, a Bòsnia i Hercegovina, que creua el riu Neretva i connecta les dues parts de la ciutat. El pont vell es va mantenir durant 427 anys, fins que fou destruït el 9 de novembre de 1993 per les forces paramilitars croates durant la Guerra de Bòsnia. Posteriorment, es va posar en marxa un projecte per reconstruir-lo; el pont reconstruït es va obrir el 23 de juliol de 2004. Està inscrit en la llista del Patrimoni de la Humanitat de la UNESCO des del 2005.
El pont es considera una peça exemplar de l'arquitectura islàmica balcànica i fou encarregat per Solimà I el Magnífic el 1557. Va ser dissenyat per Mimar Hayruddin, estudiant i deixeble de l'arquitecte Mimar Sinan, que havia construït molts dels edificis clau del sultà a Istanbul i al llarg de l'imperi.

## Característiques

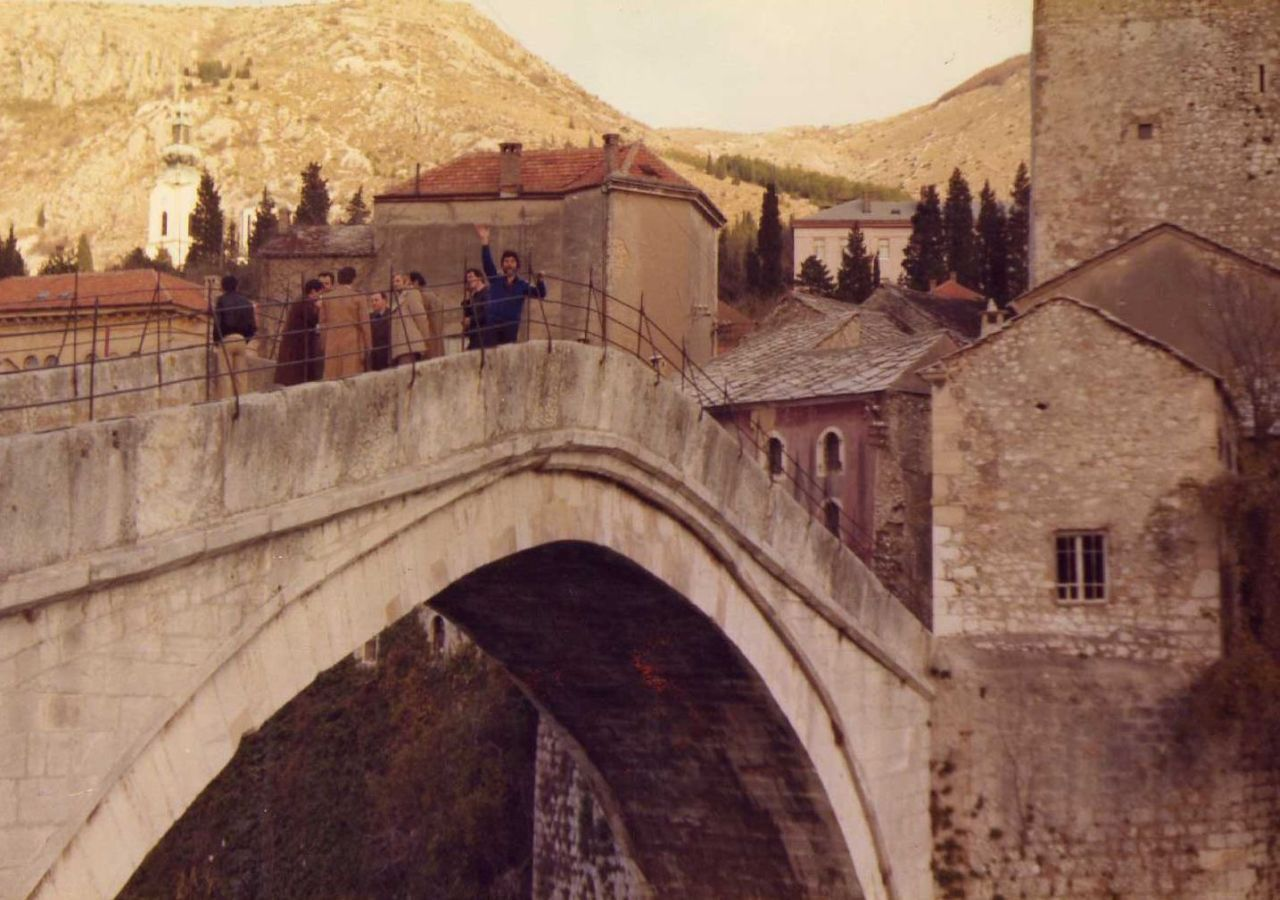
El Pont Vell de Mostar el 1979

El pont s’estén sobre el riu Neretva al nucli antic de Mostar, ciutat a la qual va donar el nom. La ciutat és la cinquena més gran del país; és el centre del cantó d'Herzegovina-Neretva de la Federació de Bòsnia i Hercegovina, i la capital no oficial d'Herzegovina. El Pont Vell de Mostar té un tauler geperut, de 4 metres d'ample i 30 m de llarg, i una alçada sobre el riu de 24 m. Dues torres fortificades el protegeixen: la torre Halebija al nord-est i la torre Tara al sud-oest, anomenades «els guardians del pont» (en bosnià mostari).
En lloc de fonaments, el pont té contraforts de pedra calcària vinculats a les parets de les ales al llarg dels penya-segats de la riba. Des del nivell de l'aigua a l'estiu de 40, 05 m, els contraforts s'erigeixen a una alçada de 6,53 m, des d'on brolla l'arc fins al punt culminant. L'inici de l'arc es ressalta amb una motllura de 0,32 m d'alçada. La pujada de l'arc és de 12,02 m.

El pont, que data del segle xvi, sempre ha estat considerat un símbol de la societat multiètnica de Bòsnia. Té una amplària de 4 metres i una longitud de 30. El flanquegen dues torres, la torre Halebija i la torre Tara, afegides al segle xvii. Va ser volat el 9 de novembre de 1993, i per això es va convertir en un símbol de la guerra que entre 1992 i 1995 va deixar més de 200.000 morts.

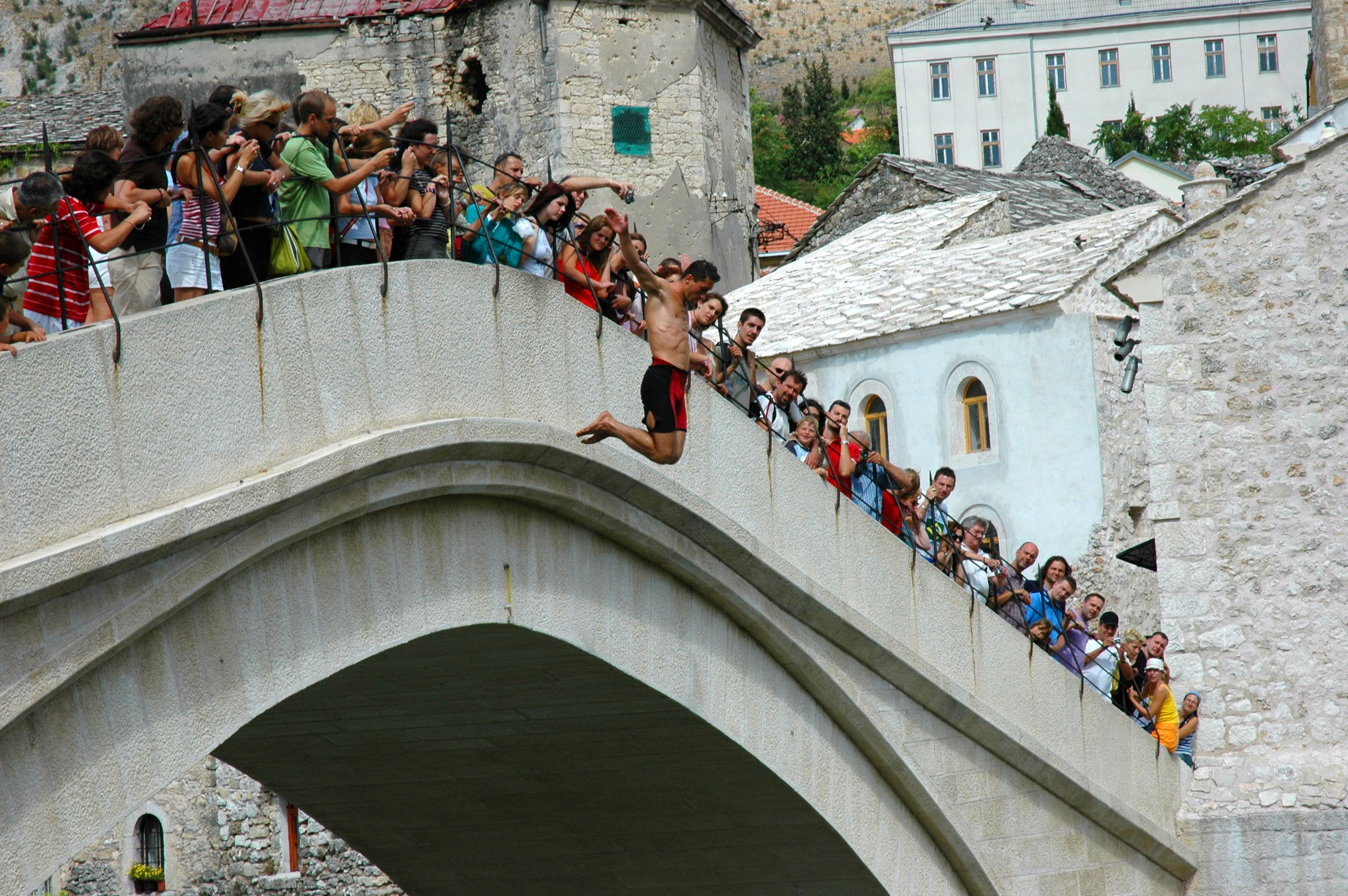
Saltador al Stari Most

La seva destrucció, obra de les forces croates, il·lustra gràficament com les relacions entre els bosnians musulmans, els serbis i els croats s'havien deteriorat fins a desembocar en una guerra genocida. Amb l'arribada de la pau se n'iniciaren els treballs de reconstrucció, amb la col·laboració de la UNESCO i d'organitzacions de rescat del patrimoni de la humanitat.
Un llarg treball, que es va perllongar durant anys, feu aixecar el nou pont segons els antics mètodes i tradicions. El 23 de juliol de 2004 es va reinaugurar l'antic pont construït pels arquitectes otomans feia 500 anys. És un símbol molt important de la reconciliació nacional a Bòsnia i Hercegovina.

## Història
El pont original va substituir un pont penjant de fusta més antic de dubtosa estabilitat. La construcció començà el 1557 i va durar nou anys: segons la inscripció el pont s'acabà el 974 aH, corresponent al període comprès entre el 19 de juliol de 1566  i el 7 de juliol de 1567. Poc se sap de la construcció del pont, que es creu que es feu amb morter fet amb clares d'ou, i tot el que s'ha conservat per escrit són records i llegendes i el nom del constructor, Mimar Hayruddin. Carregat amb la pena de mort per construir un pont d'aquestes dimensions sense precedents, Hayruddin es va preparar per al seu propi funeral el dia en què finalment es van retirar les bastides de l'estructura acabada: era l'arc artificial més ampli del món.
L'explorador otomà del segle xvii Evliya Çelebi va escriure que el pont «és com un arc de Sant Martí que s'enlaira fins al cel, que s'estén d'un penya-segat a l'altre... Jo, pobre i miserable esclau d'Al·là, he passat per 16 països, però mai no he vist un pont tan alt. Es llança de roca en roca tan alt com el cel».
A mesura que la importància econòmica i administrativa de Mostar creixia amb la presència del domini otomà, el precari pont penjant de fusta sobre el congost de Neretva va requerir una substitució. El vell pont del riu «... era de fusta i penjava de cadenes», escrigué el geògraf otomà Katip Çelebi, i «... es balancejava tant que la gent que el travessava ho feia amb por de morir». El 1566, Mimar Hayruddin va dissenyar un pont del qual es deia que costaria 300.000 drams (monedes de plata). El projecte de construcció de dos anys fou supervisat per Karagoz Mehmet Bey, gendre del sultà Solimà i patró del complex més important de la mesquita de Mostar, la mesquita Hadzi Mehmed Karadzozbeg.

## Destrucció

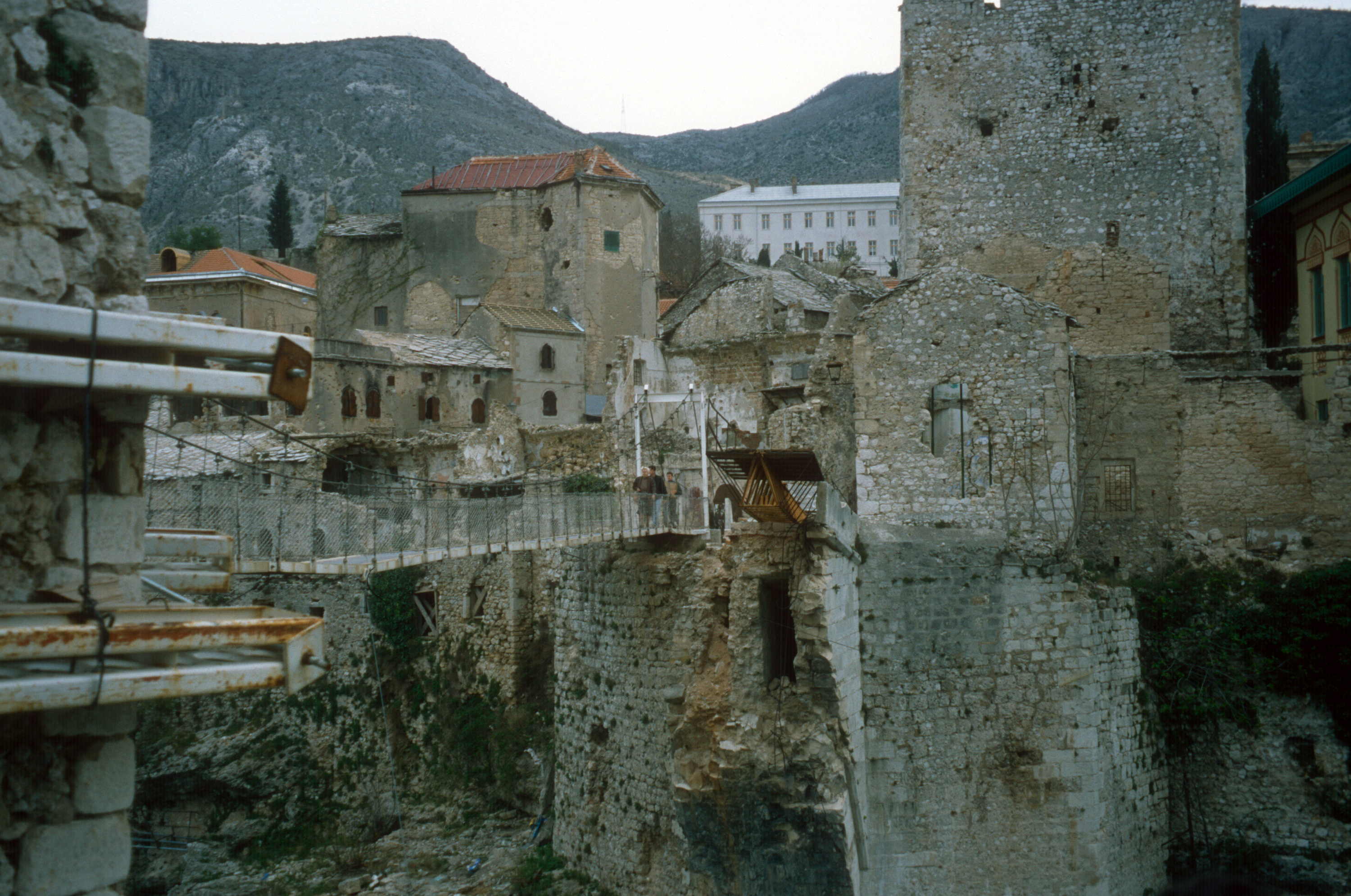
El pont de cable temporal

El pont vell fou destruït el 9 de novembre de 1993 en la Guerra de Bòsnia i Hercegovina, en un enfrontament que va durar unes 24 hores. El primer pont temporal amb traces del pont vell es va obrir el 30 de desembre de 1993, construït en només tres dies per enginyers militars espanyols assignats a la missió de la Força de Protecció de les Nacions Unides (UNPROFOR). Posteriorment, l'estructura temporal es va actualitzar tres vegades, per acabar enllaçant les costes amb un pont estancat més segur fins a la reconstrucció adequada del pont vell.
Els diaris amb seu a Sarajevo van informar que més de 60 obusos havien colpejat el pont abans d'esfondrar-lo. El general croat i criminal de guerra codemnat Slobodan Praljak, en un intent d'absoldre's a si mateix i a les seves unitats militars de la responsabilitat i processament per la destrucció del pont i altres crims comesos durant la guerra, publicà un document anomenat «Com es va destruir el vell pont», en què argumenta que suposadament hi havia una mina explosiva o una càrrega col·locada al centre del pont per sota, que fou detonada remotament, a més del bombardeig, que en va provocar el col·lapse. La majoria dels historiadors rebutgen aquestes afirmacions i discrepen de les seves conclusions.
Després de la destrucció del Pont Vell de Mostar, un portaveu dels croats va dir que el destruïren deliberadament, ja que tenia una importància estratègica. Els acadèmics han argumentat que el pont tenia poc de valor estratègic i que el seu bombardeig era un exemple de destrucció deliberada de béns culturals. Tenint en compte que les mesquites, les sinagogues i les esglésies de Mostar es trobaven a prop, el pont vell va ser objectiu per la importància simbòlica que tenia per connectar diverses comunitats. Andras Riedlmayer defineix la destrucció com un acte de «matar memòria», en el qual les proves d'un patrimoni cultural compartit i una coexistència pacífica van ser deliberadament destruïdes.

## Reconstrucció

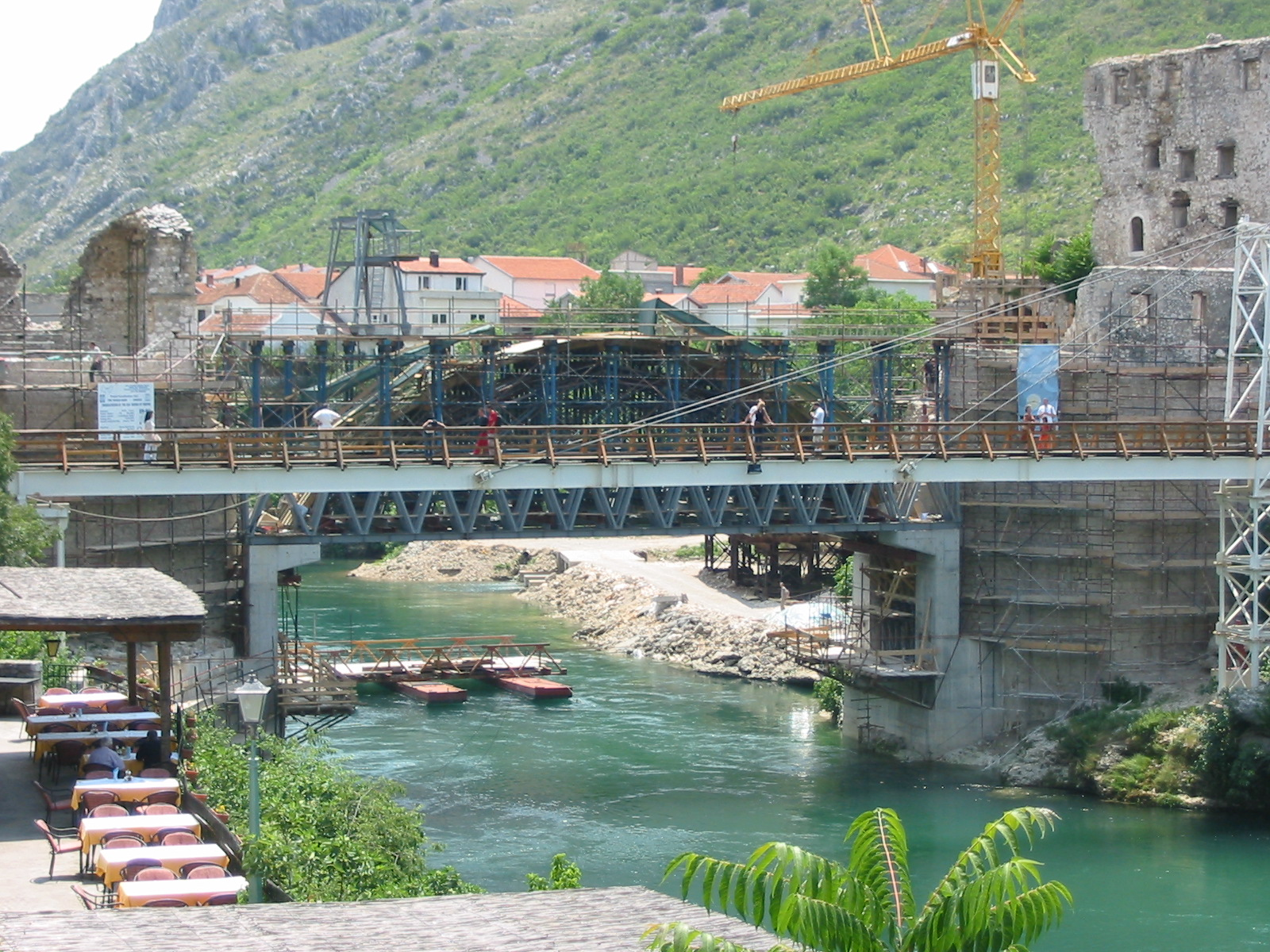
El Pont Vell fou reconstruït el 2003

Després del final de la guerra, es van formular els plans per reconstruir el pont. El Banc Mundial, l'Organització de les Nacions Unides per a l'Educació, la Ciència i la Cultura (UNESCO), l'Aga Khan Trust for Culture i el World Monuments Fund van formar una coalició per supervisar la reconstrucció del Pont Vell i del centre històric de Mostar. Itàlia, els Països Baixos, Turquia, Croàcia i el Banc de Desenvolupament del Consell d'Europa, així com el govern bosnià, hi van proporcionar finançament addicional. L'octubre de 1998, la UNESCO va crear un comitè internacional d'experts per supervisar-ne els treballs de disseny i reconstrucció. Es va decidir construir un pont al més similar possible a l'original, utilitzant la mateixa tecnologia i materials.

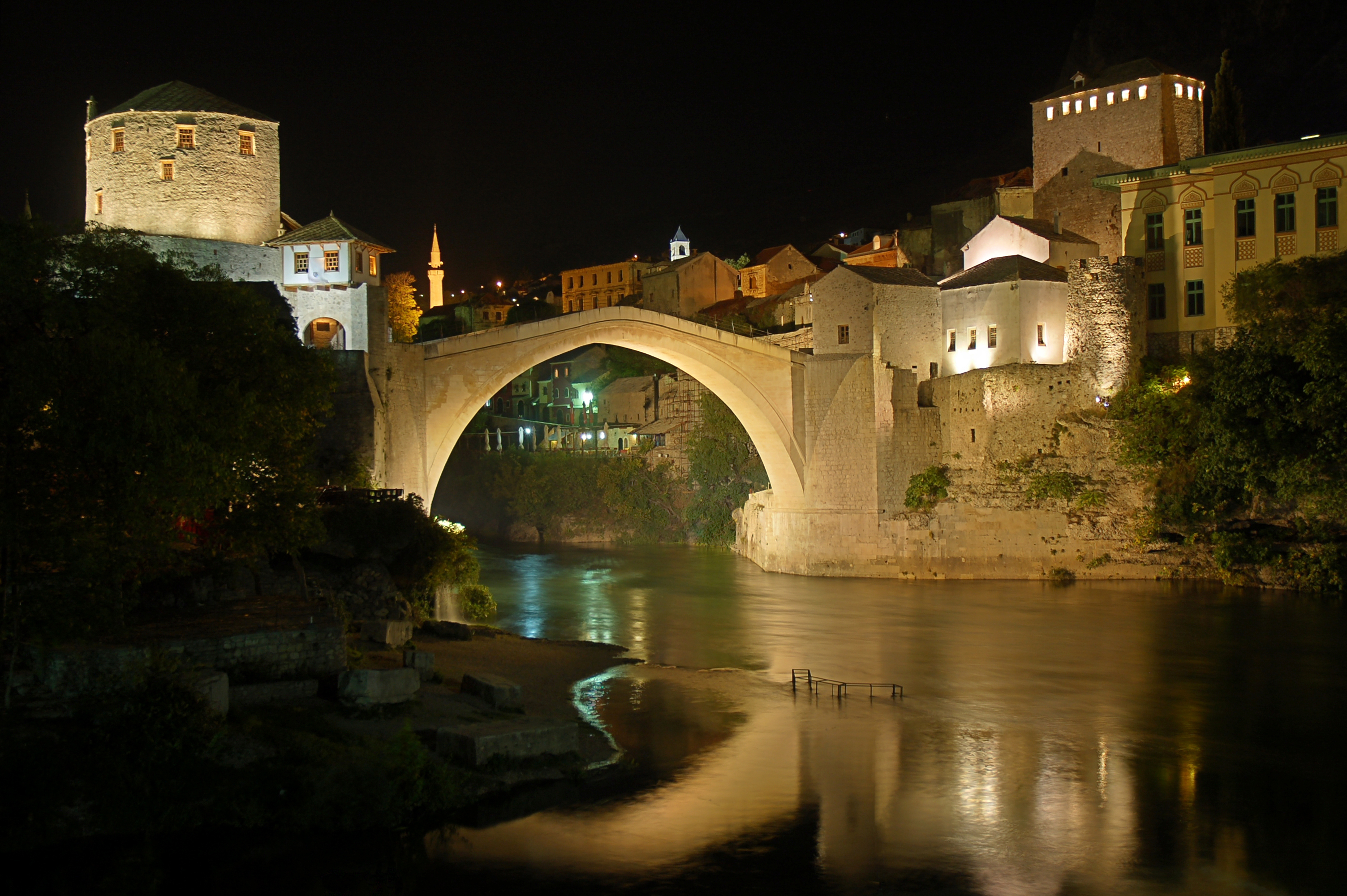
Stari Most el 2008

El pont es va reconstruir en dues fases: la primera fou dirigida per enginyers de l'exèrcit hongarès, que consistia en l'aixecament de material submergit per a reutilitzar-lo; i el segon, l'eliminació del pont temporal —tasca assignada als enginyers de l'exèrcit espanyol— i la reconstrucció del Pont Vell amb tècniques de construcció otomanes per part d'una associació d'empreses d'enginyeria civil dirigida pel turc Er-Bu, amb tenelia, una pedra calcària de gra fi, procedent de pedreres locals. Els bussejadors de l'exèrcit hongarès van recuperar pedres del pont original dins del riu, tot i que la majoria estaven massa danyades per tornar-les a utilitzar.